# Fan Ji
Le Fan Ji, ou FJ (en chinois : « 反击 », signifiant « contre-attaque ») était un projet de missile antibalistique chinois. Il était employé dans le système HQ-81, qui était la composante basée à terre du projet 640-1, lui-même étant une partie du projet 640 mis au point par les Chinois dans les années 1960.
Bien que le projet ait été abandonné en mars 1980, l'expérience acquise au cours de sa mise au point fut un atout précieux pour le développement de systèmes ultérieurs, tels les missiles anti-satellites ou anti-missiles balistiques de la série KT (Kaituozhe).

## Le projet principal: le Projet 640
L'origine du projet FJ remonte au 15 décembre 1963, lorsque Mao Zedong proposa le premier l'idée d'une défense antimissile pour la République populaire de Chine, et au 2 février 1964, date à laquelle la demande fut officiellement prononcée.
Ainsi, en 1964, la seconde académie du 7e ministère de l'industrie (actuellement la seconde académie de la China Aerospace Science & Industry Corporation, ou CASIC), commença à travailler sur la proposition et établit des programmes. Le plan décrivant la mise en place du projet, soumis par la commission de la science, de la technologie et de l'industrie pour la défense nationale, fut approuvé en août 1965 et le projet fut désigné Projet 640 (en chinois : 640工程), du fait de la date de soumission du projet, en 1964.
Toutefois, le projet 640 fut gravement perturbé par les troubles politiques qui régnaient à cette période, en particulier la révolution culturelle, qui vit le jour en 1966. D'autres complications vinrent rapidement se rajouter aux premières, principalement en raison de la complexité du projet. En conséquence, afin de simplifier la conception du système, le projet principal fut divisé en plusieurs secteurs majeurs, chacun recevant un objectif précis à accomplir. Ces secteurs étaient la division des systèmes spatiaux, qui comprenait le satellite ELINT CK-1 (Chang Kong, en chinois : « 长空一号 », signifiant « vaste ciel ») et l'arme anti-satellite FW-1 (Fai Wei, en chinois : « 反卫一号 », signifiant « anti-satellite »), ainsi que la division des systèmes terrestres.
Les systèmes terrestres furent ensuite séparés en cinq domaines différents :
- Projet 640-5 : Étude de la rentrée atmosphérique des ogives des missiles balistiques,
- Projet 640-4 : Radars d'alerte avancés,
- Projet 640-3 : Études de canons employant un faisceau laser,
- Projet 640-2 : Étude d'un « super canon » antibalistique, désigné Xianfeng (en chinois : « 先锋 », signifiant « avant-garde »)[1],
- Projet 640-1 : Conception du système de missile antibalistique, en parallèle avec la conception de structures de soutien.

Le 14 août 1969, Zhou Enlai le 210e Institut du 7e ministère de l'industrie comme contractant principal du projet 640-2, assisté dans sa tâche par le 1410e institut du ministère de l'industrie électronique. La seconde académie du 7e ministère de l'industrie fut désignée comme contractant principal du projet 640-1.

## Les sous-projets

### 640-1
Le projet 640-1 intégrait par exemple la construction d'une soufflerie hypersonique, d'un diamètre de 50 cm. Construite dans les années 1960, elle est toujours en activité, permettant la mise au point des derniers programmes de missiles et de satellites, tels les missiles JL-1 et JL-2, bien après l'arrêt du projet 640.
L'emplacement du projet 640-1 était dans la province de Yunnan, où l'un des immenses radars était installé, et la base no 24 de la commission de la science, de la technologie et de l'industrie pour la défense nationale, où la plupart des recherches furent effectuées, était située à Kunming, la capitale de la province. la base fut gardée secrète pendant plusieurs décennies, même après l'abandon du projet, et elle le fut déclassifiée qu'à partir de l'année 2010.

### HQ-81
Le HQ-81 ou Hong Qi-81 (en chinois : « 红旗 », signifiant « drapeau rouge ») est le système antibalistique du projet 640-1, consistant en des radars d'engagement Type 715, des missiles de la série FJ et d'autres systèmes de contrôle de mise à feu (mais ne comprenant pas les radars d'alerte avancée). Pendant son déploiement, le système HQ-81 aurait été utilisé en employant les informations reçues en provenance des satellites et des radars.
L'une des réalisations majeures du HQ-81 est l'ordinateur de terrain monté sur véhicule S-7, qui a également été utilisé par de nombreux autres missiles chinois développés ultérieurement, comme le DF-5. Le besoin d'un ordinateur aussi imposant fut imposé par la complexité des calculs nécessités par les missiles FJ et leur radar de contrôle de tir Type 715, de même que la prise en compte d'autres données par des sources telles que les radars Type 110 et Type 7010, ainsi que le satellite CK-1.

### CK-1
Le satellite de renseignements CK-1 (Chang Kong, en chinois : « 长空一号 », signifiant « vaste ciel ») fournissait un moyen d'alerte avancé efficace contre toutes les attaques éventuelles en provenance de l'URSS. Le contractant principal était Shanghai Steam Turbine Factory, le prédécesseur de l'actuel Shanghai-electric (上海电气电站设备有限公司), qui forma alors un nouveau département, le 701e (七零一车间), le 31 octobre 1969. Ce nouveau département fut constitué spécialement pour le projet Shanghai 4101, le projet du programme CK-1. Huayi Electronics Factory (华一电器厂), le prédécesseur de l'actuel Shanghai Huayi Electronics Factory Co. Ltd (上海华一电器厂有限公司), fut choisi pour concevoir l'ordinateur embarqué du CK-1.
Le CK-1 fut conçu pour intercepter les signaux des anciens radars et réseaux de défense aérienne soviétiques, ainsi que les signaux de communications. Les renseignements obtenus auraient ensuite été transmis aux militaires chinois, afin de leur permettre de détecter les premiers signes de la préparation d'une attaque surprise. Heureusement, cette situation ne se présenta jamais, mais les informations collectées ne furent pas perdues pour autant, ces dernières apportant une expérience précieuse pour les lancements de satellites espions suivants. De même que les autres programmes militaires de cette période de l'histoire chinoise, le CK-1 endura de gros problèmes, à cause de la révolution culturelle.
Après les échecs des deux premiers lancements, respectivement les 18 septembre 1973 et 12 juillet 1974, les trois lancements suivants, employant des fusées Feng Bao 1, furent effectués avec succès, les 26 juillet 1975, 16 décembre 1975 et 30 août 1976.

### Type 7010
En plus de recevoir des renseignements émis par le satellite CK-1, le principal système d'alerte avancée du HQ-81 était l'immense radar Type 7010, doté d'une antenne à balayage électronique passive. Le concepteur général de ce système était Mr. Shen Zhongyi (申仲义, mars 1922 - 14 avril 1988), qui fut également le concepteur d'un autre radar du projet, le Type 110. Shen Zhongyi était le chef et le concepteur général du 14e institut de recherches à Nanjing, et le directeur adjoint de la 10e académie du ministère de la Défense nationale. Sous sa direction, tous les radars du système HQ-81 furent développés au 14e institut[réf. nécessaire].
Le programme du Type 7010 commença en mai 1970, tandis que les travaux d'installation sur une montagne, à 1 600 m d'altitude, commencèrent en 1972, sur le versant nord de la montagne de la gazelle de Mongolie, dans le xian de Zhuolu. En 1974, le radar fut mis en route, avant même qu'il soit achevé, ce qui n'arriva pas avant 1976. Il recevra sa certification l'année suivante. l'antenne mesure 40 m de large pour 20 m de haut et est dotée de 8 976 transducteurs. Sa puissance de crête est de 10 GW et sa puissance moyenne est de 200 kW, lui procurant une portée supérieure à 3 000 km[réf. nécessaire].

### Type 110
L'autre radar à longue portée du HQ-81 est le Type 110, de type monopulse, dont la tâche est d'effectuer une poursuite de cible à longue distance avec une grande précision.
Les travaux commencèrent par une simulation expérimentale, en 1959, sur un ordre donné en 1958, et des recherches supplémentaires plus poussées furent menées de 1965 à 1970, incluant l'incorporation d'une antenne Cassegrain au système. Lorsque le Type 110 entra finalement en service, en 1977, le système avait une masse supérieure à 400 tonnes, avec un diamètre d'antenne dépassant les 25 m. Son radôme était fait de fibre de verre et, à l'époque de sa construction, cette structure était la plus imposante de ce type au monde, avec une hauteur de 36,5 m et un diamètre à la base de plus de 44 m. La portée de ce radar est supérieure à 2 000 km et il est situé à Yunnan. Il est actuellement toujours en service, étant un outil majeur de l'exploration spatiale.

### FJ-1
Le missile FJ-1  était le membre le plus important de la famille des FJ, et le nom de FJ-1 fut d'ailleurs souvent employé à la place de celui de HQ-81. Le missile était long de 14 m pour une masse de 10 tonnes, et était lancé selon un angle de 50° par-rapport à l'horizontale. Doté à l'origine de deux étages à ergols liquides, il fut plus tard doté d'un premier étage à carburant solide. La durée de mise en œuvre, comprenant le déchargement du camion de transport et la mise en place sur le pas de tir, nécessitait environ vingt minutes. En février 1966, trois exemplaires à échelle réduite, destinés aux essais, furent construits et testés avec succès, à partir du 19 février 1966.
Comme les projets cités précédemment, le FJ-1 fut lourdement retardé par les troubles politiques de la période. En avril 1972, la première série produite consista en deux exemplaires du FJ-1 fut finalement achevée, mais le 15 mai suivant, les deux explosèrent en vol lors de tests menés à Kunming, ce qui mena à un échec du test. Même si de nouvelles mesures furent prises, il fallut attendre les mois d'août et septembre 1978 pour que les tests soient réussis, avec l'arrivée d'une nouvelle série d'exemplaires du missile. Pour ces tests, les charges militaires avaient été retirées et remplacées par des charges inertes et de l'instrumentation de mesure. Malgré des essais concluants, les changements du climat politique chinois amenèrent à condamner le FJ-1, qui fut finalement abandonné le 9 mars 1980, signant ainsi la fin de l'intégralité du Projet 640.

### FJ-2
La mise au point du FJ-2, second membre de la série des missiles FJ, débuta en 1970. D'octobre 1971 à avril 1974, des exemplaires à échelle réduite (1:5e) effectuèrent six tests, dont cinq furent des succès et seulement un seul menant à un échec. Même s'il fut démarré après celui du FJ-1, le projet du FJ-2 avança plus vite que son aîné. 
Toutefois, certaines capacités du FJ-2 rejoignaient celles du FJ-1, alors que les capacités restantes rejoignaient celles des missiles sol-air HQ-3 et HQ-4, donc décision fut prise de mettre fin aux travaux sur le FJ-2, afin d'être plus efficaces en se concentrant sur les FJ-1 et HQ-3/4. En conséquence, le programme du FJ-2 fut arrêté en 1973.

### FJ-3
La mise au point du FJ-3, dernier membre de la série des missiles FJ, commença en mai 1974. Il s'agissait d'un missile à trois étages lancé depuis un silo, mais il fut abandonné en 1977. Toutefois, les sous-systèmes développés pour ce missile furent employés sur d'autres missiles chinois, par exemple l'ordinateur mobile S-7, qui fut par la suite employé par le DF-5 et d'autres missiles chinois.